# Équipe de France de rugby à XV au Tournoi des Cinq Nations 1983
Navigation
Édition précédente Édition suivante
L'équipe de France a remporté le Tournoi des cinq nations 1983, à égalité avec l'équipe d'Irlande, en ayant remporté trois matchs et perdu le quatrième contre l'Irlande. L'équipe était conduite par son capitaine Jean-Pierre Rives, dit Casque d'Or.
Serge Blanco a été le meilleur réalisateur français, Patrick Estève a réussi l'exploit de marquer au moins un essai pendant chaque rencontre.
Vingt et un joueurs ont contribué à ce succès.

## Les joueurs

### Première Ligne
- Pierre Dospital
- Philippe Dintrans
- Robert Paparemborde
- Jean-Louis Dupont
- Bernard Herrero

### Deuxième Ligne
- Jean-Charles Orso
- Jean Condom
- Jean-François Imbernon

### Troisième Ligne
- Jean-Pierre Rives  (capitaine)
- Jean-Luc Joinel
- Laurent Rodriguez
- Dominique Erbani

### Demi de mêlée
- Pierre Berbizier
- Gerald Martinez

### Demi d’ouverture
- Didier Camberabero
- Christian Delage
- Bernard Viviès

### Trois quart centre
- Didier Codorniou
- Christian Bélascain

### Trois quart aile
- Patrick Estève
- Philippe Sella

### Arrière
- Serge Blanco

## Résultats des matchs
- Le 15 janvier, victoire 19-15 contre l'équipe d'Angleterre à Twickenham
- Le 5 février, victoire 19 - 15 contre l'équipe d'Écosse au Parc des Princes
- Le 19 février, défaite 16 - 22 contre l'équipe d'Irlande à Dublin
- Le 19 mars, victoire 16-9 contre l'équipe du pays de Galles au Parc des Princes

## Points marqués par les Français

### Match contre l'Angleterre
- Robert Paparemborde (4 points) : 1 essai
- Philippe Sella (4 points) : 1 essai
- Patrick Estève (4 points) : 1 essai
- Serge Blanco (4 points) : 2 transformations
- Didier Camberabero (3 point) : 1 pénalité

### Match contre l'Écosse
- Serge Blanco (11 points) : 1 transformation, 3 pénalités
- Patrick Estève (8 points) : 2 essais

### Match contre l'Irlande
- Serge Blanco (12 points) : 1 essai, 1 transformation, 2 pénalités
- Patrick Estève (4 points) : 1 essai

### Match contre le pays de Galles
- Serge Blanco (9 points) : 3 pénalités
- Patrick Estève (4 points) : 1 essai
- Didier Camberabero (3 points) : 1 drop